# La Garganta
La Garganta ist ein westspanischer Ort und eine Gemeinde (municipio) mit 353 Einwohnern (Stand: 2024) in der Provinz Cáceres im äußersten Norden der autonomen Region Extremadura nahe der Grenze zur benachbarten Region Kastilien-León.

## Lage
Der Ort La Garganta liegt in einer von bewaldeten Bergen umgebenen Talsenke der Sierra de Béjar, einem Teilmassiv des Iberischen Scheidegebirges, in einer Höhe von ca. 1125 m. Die Entfernung zur Nachbarstadt Hervás beträgt etwa 14 km (Fahrtstrecke) in südlicher Richtung; die Stadt Béjar in der Nachbarregion Kastilien-León ist nur etwa 24 km in Richtung Nordosten entfernt. Das Klima ist aufgrund der Höhenlage kühl bis gemäßigt; Regen (ca. 605 mm/Jahr) fällt eigentlich nur im Winterhalbjahr.

## Bevölkerungsentwicklung
| Jahr      | 1857 | 1900  | 1950  | 2000 | 2021 |
| Einwohner | 973  | 1.303 | 1.492 | 601  | 358  |

Der deutliche Bevölkerungsrückgang seit den 1950er Jahren ist im Wesentlichen auf die Mechanisierung der Landwirtschaft, die Aufgabe bäuerlicher Kleinbetriebe („Höfesterben“) und den damit einhergehenden Verlust von Arbeitsplätzen zurückzuführen.

## Wirtschaft
Im frühen und hohen Mittelalter existierte der Ort wahrscheinlich noch nicht, aber Schäfer fanden hier ausreichend Nahrung für ihre Tiere. Die späteren Siedler lebten weitgehend als Selbstversorger von den Erträgen der kleinen Felder und vor allem von der Viehzucht. Heute spielen vor allem der Obst- und Gemüseanbau sowie die Forstwirtschaft die wichtigsten Rollen im Wirtschaftsleben der Gemeinde; daneben spielt der Wander- und Wellness-Tourismus eine wichtige Rolle als Einnahmequelle.

## Geschichte
Kelten, Römer, Westgoten und Mauren haben keine Spuren auf dem hochgelegenen Gemeindegebiet hinterlassen und so beginnt die Geschichte des Ortes erst mit der allmählichen Besiedlung (repoblación) der Gegend seit dem 13. Jahrhundert durch Wanderschäfer (Transhumanten). In der Nähe befinden sich die Mauerreste eines noch etwas höher gelegenen und bereits seit langem verlassenen Ortes mit Namen La Redondilla – man vermutet, dass die Bewohner den Ort seit dem 15. Jahrhundert sukzessive aufgaben und in das in einer Talsenke gelegene und somit windgeschützte und für den Getreideanbau (meist Gerste) besser geeignete La Garganta umzogen. La Garganta gehörte bis ins 15. Jahrhundert hinein zur Grundherrschaft (señorio) der über weite Teile Westspaniens herrschenden Familie Zuñiga, die für ihre Dienste im Jahre 1485 von den Katholischen Königen mit dem Titel „Herzog von Béjar“ belohnt wurde. Bei der großen Verwaltungs- und Gebietsreform des Jahres 1833 wurde der Ort der Provinz Cáceres in der Region Extremadura zugeordnet.

## Sehenswürdigkeiten

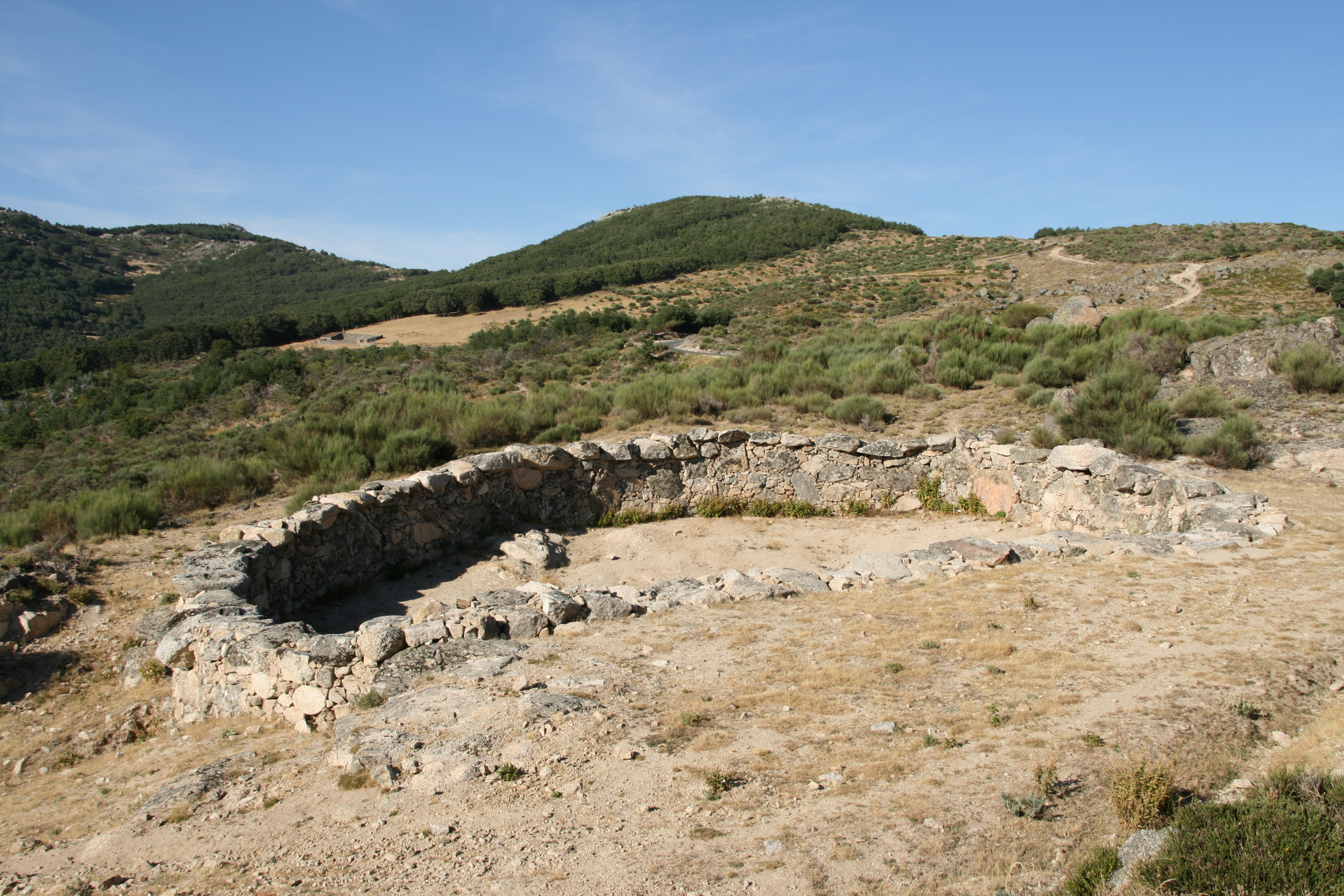
Wolfsfalle (Corral de Lobos)

- Die älteren Häuser des Ortes bestehen allesamt aus Bruchsteinen; die meisten sind jedoch verputzt.
- Die aus Bruchsteinen errichtete Kirche Nuestra Señora de la Asunción ist ein unscheinbarer einschiffiger Bau des 15./16. Jahrhunderts mit einem kleinen Glockengiebel (espadaña), der jedoch häufige Veränderungen erlebte.[5]
- Am Ortsrand gibt es einen noch erhaltenen Eiskeller (pozo de nieve), in welchem im zeitigen Frühjahr Eis und Schnee eingelagert wurden, mit deren Kälte die hier gelagerten Lebensmittel lange konserviert werden konnten.
- Ein Museum (Museo del Lobo) widmet sich der Geschichte der spanischen Wölfe.[6]

Umgebung
- Oberhalb des Ortes finden sich mehrere halbrunde Mauerbezirke aus Bruchstein – es handelt sich dabei um Wolfsfallen, in welche die Tiere mit der Hilfe von Hunden hineingetrieben wurden. Anschließend wurden sie mit Steinen und Stöcken erschlagen.